# Echipa de Cupa Davis a Ucrainei
Echipa de Cupa Davis a Ucrainei reprezintă Ucraina în competiția de tenis Cupa Davis. Echipa este guvernată de Federația Ucraineană de Tenis.

## Istorie
Ucraina a concurat în Cupa Davis pentru prima oară în 1993. Echipa a ajuns cel mai departe în play-offurile din 2009, 2013 și 2014. În 2009 și 2014 au fost bătuți cu 2:3 de Belgia și în 2013 cu 0:5 de Spania. 
Cel mai bun jucător al echipei a fost Sergiy Stakhovsky cu 36 de victorii.
În prezent, Ucraina concurează în grupa întăi a Zonei Europa/Africa.

## Echipa curentă (2017)
| Denys Molchanov     |
| Alexandr Dolgopolov |
| Illya Marchenko     |
| Sergiy Stakhovsky   |
| Artem Smirnov       |
| Nikita Mashtakov    |
| Illia Biloborodko   |